# Marko Mrkić
Marko Mrkić (ur. 20 sierpnia 1996 w Niszu) – serbski piłkarz grający na pozycji napastnika. Od 2014 roku zawodnik klubu Radnički Nisz.

## Życiorys
W czasach juniorskich trenował w Radničkim Nisz i FK Jagodina. W 2014 roku został zawodnikiem seniorskiego pierwszego z nich. W reprezentacji Serbii zadebiutował 29 stycznia 2017 w zremisowanym 0:0 spotkaniu przeciwko Stanom Zjednoczonym.